# USS R. R. Cuyler
 (juillet 2025).
L'USS R. R. Cuyler est une canonnière en service dans l'Union Navy de 1861 à 1865.  Elle participe notamment au blocus de l'Union durant la guerre de Sécession.

## Histoire

### Marine marchande
Le bateau à vapeur R. R. Cuyler (d'après le nom du président de la Central Georgia Railroad) est construit à New York en 1860 par Samuel Sneeden pour H. B. Cromwell & Co. Il sert ainsi dans cette compagnie, reliant New York, La Havane et La Nouvelle-Orléans, avant d'être mis à quai en mars 1861, au début de la guerre de Sécession. Affrétée par le département de la Guerre, il transporte des miliciens jusqu'à Washington et rentre à New York où il est acquis par l'US Navy en mai, la transaction n'étant formellement conclue qu'en août.

### Marine de l'Union
Début juin, le R. R. Cuyler quitte New York sous les ordres du capitaine Francis B. Ellison. Le 9, il arrive à Key West et prend la direction du nord afin de participer au blocus au large de Tampa. Le 26 août, malgré un équipage ravagé par la petite vérole, le R. R. Vuyler participe à la capture et à l'incendie du Finland dans la baie d'Apalachicola. Le 22 novembre, alors qu'il navigue dans l'embouchure du Mississippi, il participe à la capture des vapeurs A. J. View et Henry Lewis. En décembre, les sloops Advocate, Express, et Osceola ainsi que les goélettes Delight et Olive rencontrent le même sort. Le 20 janvier 1863, au large de la baie de Mobile, le R. R. Cuyler capture la goélette J. W. Wilder. Deux mois plus tard, c'est le Grace E. Baker qui tombe dans ses filets, suivi du Jane le 3 mai.
Le R. R. Cuyler passe le mois de mai au large de la baie de Mobile, capturant le vapeur Eugenie et les goélettes Hunter et Isabel. Le 14 juillet, après avoir capturé le Kate Dale, le navire reçoit l'ordre de partir à la poursuite du navire confédéré Tallahassee. Durant sa course, le 4 décembre, le R. R. Cuyler arraisonne le vapeur Armstrong, et après qu'une fouille air mis au jour de la marchandise de contrebande, il s'en empare.

### Marine colombienne
Après la fin de la guerre d'indépendance, le R. R. Cuyler retourne à New York où il est retiré du service le 1er juillet 1865, et vendu aux enchères à Russel Sturgis le 15 août. En décembre 1866, le navire est racheté par la Colombie et renommé El Rayo (« L'Éclair ») à son arrivée à Carthagène. De février à septembre 1867, il y reste à quai, étant au centre d'une tempête diplomatique due au changement de gouvernement. Mi-septembre, le navire arrache ses amarres durant une tempête et s'échoue sur un récif corallien, où il est abandonné.